# Trötte pilgrim på väg till fadershemmets ljusa land
Trötte pilgrim på väg till fadershemmets ljusa land är en sång från 1922 med text och musik av Gustaf Wallteng

## Publicerad i
- Frälsningsarméns sångbok 1968 som nr 637 under rubriken "Högtider - Alla helgons dag".
- Frälsningsarméns sångbok 1990 som nr 711 under rubriken "Framtiden och hoppet".